# Glasi Hergiswil

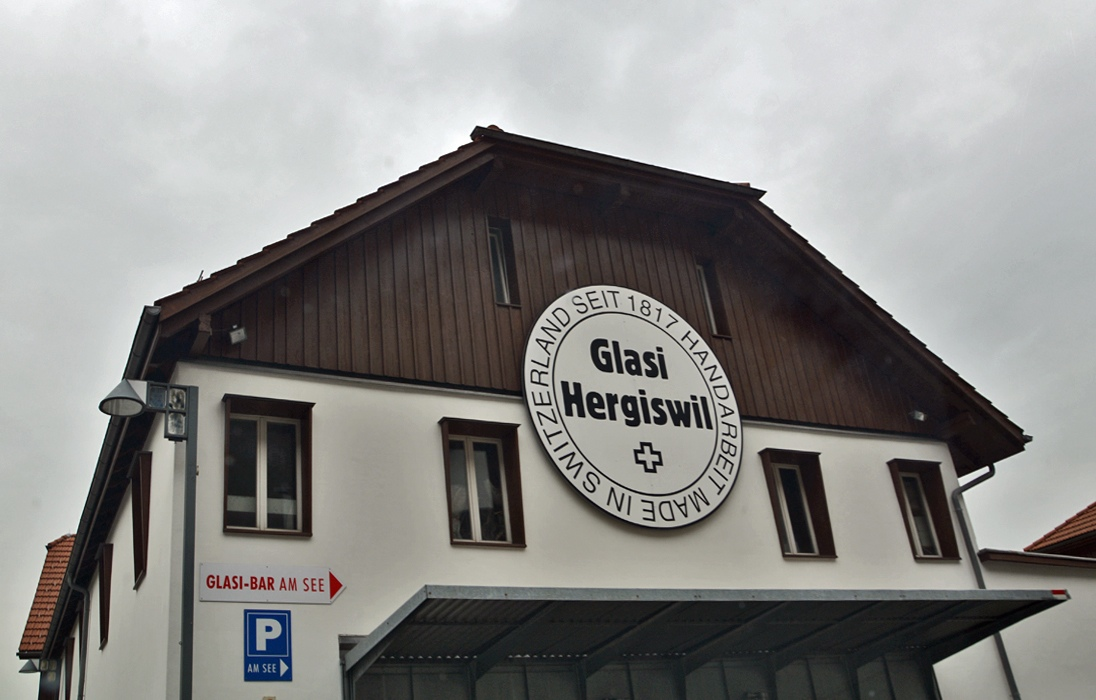
Glasi Hergiswil

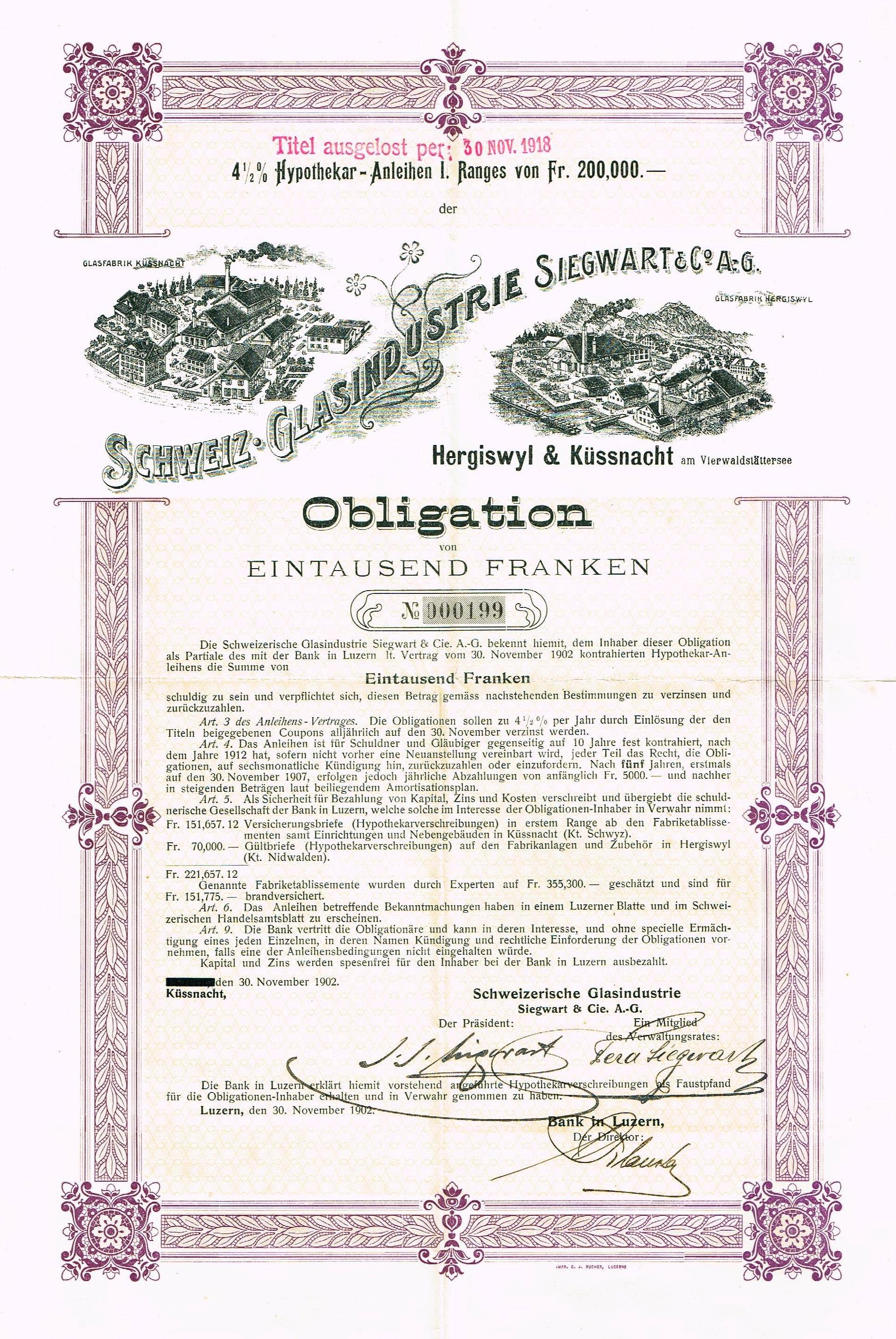
Obligation der Schweizerischen Glasindustrie Siegwart & Cie. AG vom 30. November 1902 mit Darstellungen der Fabriken in Küssnacht und Hergiswyl.

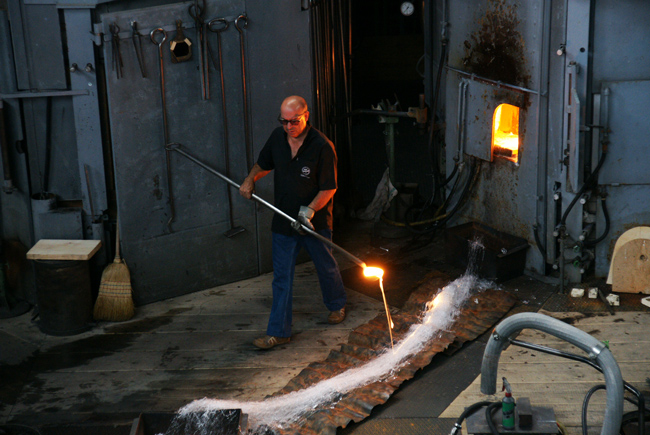
Glasmacher

Die Glasi Hergiswil (eigentlicher Firmenname: Hergiswiler Glas AG) ist eine von den Brüdern Siegwart 1817 in Hergiswil, Nidwalden, gegründete Glashütte. Sie ist bekannt für ihre ausschliesslich in Handarbeit ausgeführten Glasarbeiten.

## Geschichte
1817 gründeten die 1815 von Flühli übergesiedelten Glasbläserbrüder Siegwart die Glashütte in Hergiswil, weil es von den Transportbedingungen und den Bedingungen zur Beschaffung von Holz geeigneter war als Flühli. Die Familie Siegwart war zuvor bereits seit 1723 in diesem Handwerk tätig gewesen.
Die Glashütten Hergiswil und Küssnacht schlossen sich im Jahr 1900 zur «Schweizerischen Glasindustrie Siegwart & Cie. AG» zusammen.
Im Jahre 1975 stand die Glasi kurz vor der Schliessung wegen ihrer altmodischen Herstellungsmethoden und der wachsenden Konkurrenz durch die neue Technik und die automatische Glasproduktion. Dank der Mitarbeiter (Glasi-Lüüt), der Gemeinde und vor allem Roberto Niederer konnte eine Schliessung verhindert werden. Kurz vor dem Tod von Roberto Niederer übernahm 1988 dessen Sohn Robert Niederer (* 17. August 1954; † 2. Juli 2022) die Leitung der Glasi. Dieser übergab ebenfalls krankheitsbedingt im Herbst 2020 die Leitung des Geschäfts an seinen Sohn Leandro Niederer.

## Glasherstellung
Die Glashütte gilt als Letzte ihrer Art in der Schweiz. Es wird ausschliesslich in Handarbeit gefertigt. Zu den Produkten gehören Trink- und Weingläser, Weinkaraffen und Wasserkrüge, Glasplatten und -schalen und Weihnachtsschmuck. Der Glasofen bleibt ununterbrochen in Betrieb und erhitzt die Glasmasse auf etwa 1500 Grad Celsius. Die Standzeit des Ofens beträgt 4 bis 7 Jahre, danach muss er jeweils komplett erneuert werden. Die Glasmacher arbeiten in zwei Schichten von 5 bis 21 Uhr und entnehmen täglich dem Ofen 4 Tonnen Glas. Mit seiner Abwärme werden alle Nebengebäude geheizt.
Seit 1992 gehört ein Museum zu der Glashütte, das der Europarat 1996 als «eines der schönsten Museen Europas» ausgezeichnet hat. Am Ende des Museumsrundgangs können die Besucher von einer Plattform aus den etwa 100 Mitarbeitern zusehen, wie das Glas gegossen, geformt oder geblasen wird. In der Folge wurden auf dem Werksgelände das erste Glaslabyrinth der Schweiz, ein Wasserpark und ein Park mit einer Murmelbahn angelegt.